# Partido Libertad de Corea
El Partido Libertad de Corea (anteriormente llamado Partido Saenuri o Partido de las Nuevas Fronteras (coreano: 
자유한국당  Jayuhankuk Dang) y Hannara Dang o Gran Partido Nacional) fue un partido político conservador de Corea del Sur. Fue el principal partido político de derecha en ese país y se le considera heredero del legado político de las élites tradicionales, incluyendo los gobiernos militares, provenientes en buena medida de la región de Gyeongsang. 
Se fundó en 1963 bajo el nombre de Partido Democrático Republicano como plataforma política al servicio de Park Chung Hee y pronto se convirtió en el partido más poderoso de Corea del Sur. Después de impulsar a Park a la victoria en tres elecciones presidenciales, en 1971 este declaró un estado de emergencia y redactó una nueva y restrictiva constitución por lo que el partido gobernaría como un partido único de facto.
Tras el asesinato de Park, Chun Doo-hwan tomó las riendas del partido y lo rebautizó como Partido de la Justicia Democrática que seguiría dominando la autoritaria escena política coreana. 
El partido fue derrotado electoralmente en 2004, tras la destitución del presidente Roh Tae-woo que lo acabó desvirtuando. Sin embargo el Hannara Dang permanece como principal partido de la oposición. 
La orientación actual del partido defiende la economía capitalista liberal, la reducción del estado y los impuestos, mientras que en la escena internacional aboga por estrechar los vínculos con Japón, EE. UU., Europa Occidental y América Latina.
El 2 de febrero de 2012 el partido Hannara Dang cambió su nombre a Partido Saenuri, que en idioma coreano quiere decir Nuevas Fronteras; para las elecciones legislativas en Corea del Sur realizadas el 11 de abril de 2012 el Partido Saenuri ganó 152 escaños en la Asamblea Nacional de Corea del Sur con el 42,8% de los votos.
La líder del Partido Saenuri Park Geun-hye ganó las elecciones presidenciales en Corea del Sur con el 51,6% de los votos y asumió en febrero de 2013 la Presidencia de Corea del Sur.